# Ocean Warrior (Schiff)
Die Ocean Warrior ist das Flaggschiff der Meeresschutzorganisation Sea Sheperd Global. Es ist das erste, speziell für die Organisation gebaute Schiff und lief 2016 vom Stapel. Heimathafen ist Amsterdam.

## Geschichte
Am 26. Januar 2015 verkündete die niederländische Postleitzahlen-Lotterie, Sea Shepherd 8,3 Millionen Euro für den Bau eines neuen Schiffes zu spenden. Im März 2015 unterzeichnete Sea Shepherd beim niederländischen Schiffsbauer Damen Shipyards Group den Vertrag für das neue Schiff. Die Ocean Warrior wurde auf der Werft von Damen Shipyards Group in Antalya gebaut. Sie wurde am 15. August 2015 auf Kiel gelegt und am 1. Juli 2016 zu Wasser gelassen. Seinen Namen erhielt das Schiff nach einem Wettbewerb von Sea-Shepherd-Unterstützern. In den ersten drei Jahren ihres Bestehens hat die Ocean Warrior 79.500 Seemeilen zurückgelegt und war bei der Festsetzung von 72 Fangschiffen beteiligt.

## Schiffsdaten
Die Ocean Warrior ist für lange Einsatzzeiten auf hoher See ausgelegt (mehr als 20.000 Seemeilen). Die vier Maschinen werden durch extra große Treibstofftanks bedient. Das Schiff verfügt über einen Hubschrauberlandeplatz, eine leistungsstarke Wasserkanone (max. 20.000 Liter pro Minute) und ein 6,3 Meter langes Festrumpfschlauchboot.